# VfL Kirchheim/Teck
Die VfL Kirchheim/Teck ist ein Sportverein aus Kirchheim unter Teck. Mit über 4.500 Mitgliedern und 18 Abteilungen gehört er zu den größten Sportvereinen Baden-Württembergs. Das Angebot umfasst u. a. Fußball, Basketball, Turnen, Tischtennis und Leichtathletik, Aikido, Badminton,  Faustball, Fechten, Handball, Judo, Karate, Ringen, Schwimmen, Wasserball, Sportkegeln, Tennis, Triathlon und weitere Angebote des Freizeit-, Senioren- und Versehrtensports. Die Vereinsfarben sind Blau-Gelb. Der Spitzname des Klubs lautet Die Blauen.

## Vereinsgeschichte
Am 6. Juli 1881 wurde der Verein als TV 1861 Kirchheim gegründet. 1911 machte sich die Fußballabteilung des Vereins als VfB Kirchheim eigenständig. Diese fusionierte am 20. Mai 1933 mit dem TSV 1861 Kirchheim zur Turn- und Sportvereinigung Kirchheim. Dieser war durch eine Fusion zwischen dem Ursprungsverein TV 1861 Kirchheim und der Abspaltung TB 1888 Kirchheim 1922 entstanden. Die Turn- und Sportvereinigung trennte sich bereits am 26. Februar 1935 wieder in die Ursprungsvereine, diese fusionierten jedoch erneut im Jahr 1945 zum VfL Kirchheim.
Die Zweitliga-Mannschaft der Kirchheimer Basketballer wurde 2006 in eine Kapitalgesellschaft, die Kirchheim Knights ausgegliedert.

## Fußball

### Geschichte
Die größte und erfolgreichste Abteilung stellen die Fußballer dar. Als VfB Kirchheim hatte die Herrenmannschaft erstmals Anfang der 1940er Jahre aufhorchen lassen. In der Aufstiegsrunde zur damals erstklassigen Gauliga Württemberg scheiterten sie 1941 als Zweiter nur knapp. Von 1946 bis 1952 spielten sie in der 1. Amateurliga Württemberg.
Ab 1986 spielten die Fußballherren in der drittklassigen Oberliga Baden-Württemberg. Nach dem Abstieg 1991 gelang als Verbandsligameister der sofortige Wiederaufstieg. Für die 1994 eingeführte drittklassige Regionalliga Süd konnte man sich nicht qualifizieren und verblieb in der Oberliga Baden-Württemberg.
Als Meister dieser Klasse gelang 1997 der Aufstieg in die Regionalliga Süd. Mit nur drei Saisonsiegen stieg man jedoch chancenlos als Tabellenletzter nach nur einer Spielzeit wieder ab. Nach drei weiteren Jahren erfolgte 2001 sogar der erneute Abstieg aus der Oberliga in die Verbandsliga Württemberg. Als Verbandsligameister gelang 2007 die Rückkehr in die Oberliga. Dort gelang der Mannschaft unter dem gleichberechtigten Trainerduo Michael Rentschler/Christian Hofberger der Klassenerhalt.
Nachdem Rentschler zum Ende dieser Saison seinen Abschied Richtung Württembergischem Fußballverband (WFV) bekannt gegeben hatte und der Vertrag von Christian Hofberger überraschend nicht verlängert worden war, wurde Dietmar Sehrig, ehemals Trainer der Bundesligafrauenmannschaft des VfL Sindelfingen, verpflichtet. Sehrig wurde jedoch nach sechs Spielen mangels Erfolg entlassen – unter ihm hatte der VfL nur einen Punkt geholt und war Tabellenletzter. Neuer Coach wurde Hans-Martin Kleitsch, ehemaliger Jugendtrainer des VfB Stuttgart. Nach nur drei Wochen verließ er den Verein jedoch wieder, sein Nachfolger wurde der ehemalige VfL-Spieler Rolf Baumann, der die Mannschaft auf dem vorletzten Tabellenplatz und neun Punkten Rückstand auf den Klassenerhalt übernahm. Unter Baumann hielt der VfL Kirchheim doch noch die Klasse und beendete die Saison 2008/09 auf dem zehnten Tabellenplatz. Zu Beginn der Saison 2009/10 stand die Mannschaft bis Anfang September ungeschlagen auf dem ersten Tabellenplatz der Oberliga Baden-Württemberg und ging hinter der TSG 1899 Hoffenheim II als Tabellenzweiter in die Winterpause. Am Saisonende verpasste man die Aufstiegsplätze jedoch deutlich.
Am 26. Juli 2011 musste die 1. Mannschaft noch vor Beginn der Saison 2011/12 für den Spielbetrieb in der Oberliga Baden-Württemberg zurückgezogen werden. Grund war eine Lücke im Etat, die sich laut Abteilungsleiter Jörg Mosolf auf ca. 100.000 € belief. Hintergründe für den Fehlbetrag waren fehlende Einnahmen von Sponsoren, zu geringe Zuschauereinnahmen, steigende Versicherungsbeiträge für Vertragsspieler sowie offensichtliche Verfehlungen bei Gehaltsverhandlungen aufgrund zu hoher Risikobereitschaft. In der Saison 2012/13 trat die neue erste Mannschaft in der Verbandsliga an, aus der man allerdings abstieg. Die Mannschaft konnte sich in der Saison 2013/14 auch nicht in der Landesliga halten und stieg als Tabellen-15. in die Bezirksliga Neckar/Fils ab.
In der darauffolgenden Saison belegte Kirchheim in der Bezirksliga den 13. Platz und musste in der Relegation antreten. Diese verlor man mit 1:3 gegen den VfL Oberesslingen/Zell und stieg so in die Kreisliga A2 ab. 2016 erfolgte die sofortige Rückkehr in die Bezirksliga. In den Folgejahren spielte man immer im oberen Drittel in der Bezirksliga mit. In der Saison 2022/23 scheiterte man erst im finalen Relegationsspiel gegen die SSG Ulm 99, dort jedoch deutlich mit 0:8. In der Saison 2023/24 kehrte man nach 10-jähriger Abstinenz in die Landesliga zurück, wieder über den Umweg Relegation.

#### Der VfL und Catania
Die VfL-Fußballabteilung war der erste Verein in Deutschland, der eine aktive Ausländermannschaft im Spielbetrieb hatte. Ab 1976 spielte die VfL-Catania-Elf, eine Mannschaft mit ausschließlich italienischen Spielern, in der italienischen Liga Württembergs. Zu jener Zeit war Werner Hänsel, der Allrounder beim VfL, ihr „Il Präsidente“.

Die Mannschaft nahm nach kurzer Zeit auch am deutschen Spielbetrieb teil. Nach zwei Aufstiegen bis zur Bezirksliga war allerdings Endstation, da der Platz in dieser Liga bereits durch den VfL mit der zweiten Mannschaft belegt war. Nach dem Fußballregelwerk können zwei Mannschaften eines Vereins nicht in derselben Klasse antreten. So trennten sich im Jahr 1993 die italienischen Freunde vom VfL Kirchheim, um fortan unter dem neu gegründeten Verein AC Catania 1993 Kirchheim eigene Wege zu beschreiten.

Bis heute verbindet beide Vereine ein kameradschaftliches Verhältnis.

### Erfolge
Meisterschaft
- Meister der Oberliga Baden-Württemberg: 1997
- Meister der Verbandsliga Württemberg: 1986, 1992, 2007
- Rang 12 (aktuell Rang 15) in der Ewigen Tabelle der Fußball-Oberliga Baden-Württemberg

Pokal
- WFV-Pokal-Sieger: 1961, 2003
- WFV-Pokalfinalist: 1988, 1997

### Bekannte ehemalige Spieler
- Andreas Buck
- Thomas Brdarić
- Cristian Fiél
- Wolfgang Frank
- Christian Gentner
- Manuel Hartmann
- Rüdiger Kauf
- Michael Kümmerle
- Michael Oelkuch
- Oliver Otto
- Tobias Rathgeb
- Dominik Kaiser

## Stadion

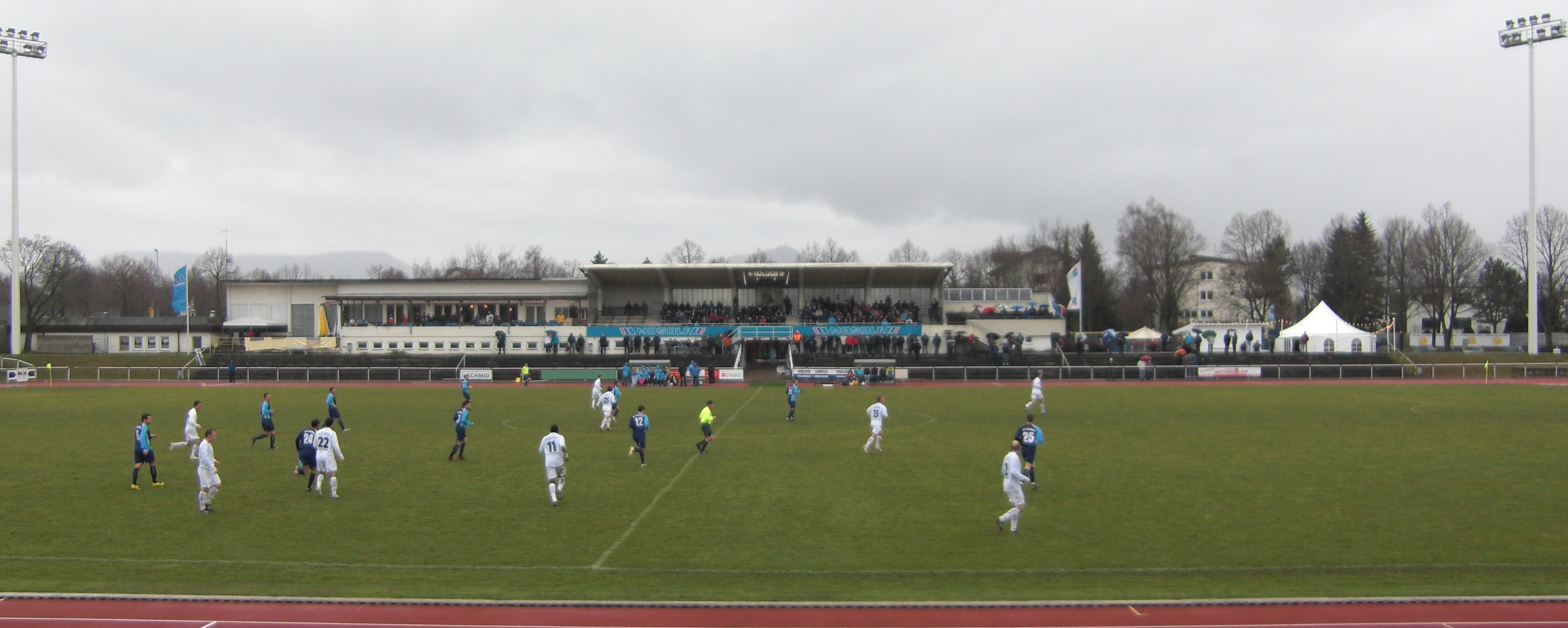
Stadion an der Jesinger Allee

Das Sportgelände an der Jesinger Allee umfasst vier Naturrasen- und zwei Kunstrasenplätze. Das Hauptspielfeld im Stadion bietet Platz für etwa 10.000 Zuschauer, wobei auf der überdachten Tribüne 400 Zuschauer Sitzplätze vorfinden.